# Calder and Hebble Navigation
Die Calder and Hebble Navigation ist eine breite Binnenwasserstraße mit Schleusen und Brücken in West Yorkshire, England, die für Boote mit einer Breite von 4,3 m (14 Fuß) geeignet ist. Die Bauarbeiten zur Verbesserung der Flüsse Calder und Hebble begannen 1759. Das ursprüngliche Projekt, das 5,7 Meilen (9,2 km) neue Einschnitte umfasste, wurde 1770 fertiggestellt und ist seit seiner Eröffnung schiffbar geblieben. Es wurden bedeutende Verbesserungen vorgenommen, darunter der 1828 eröffnete Salterhebble-Zweig nach Halifax und immer längere Einschnitte zur Umgehung von Flussabschnitten. Der Handel wurde durch die Eröffnung des Rochdale-Kanals im Jahr 1804 gefördert, der eine Durchgangsstrecke von Sowerby Bridge nach Manchester bot. In den 1830er Jahren gab es Pläne, die Flussabschnitte komplett aufzugeben, aber diese wurden geändert, als die Bedürfnisse der Mühlenbesitzer und anderer Anlieger erkannt wurden.
Mit dem Aufkommen der Eisenbahnen wurde der Kanal 1843 an die Manchester and Leeds Railway verpachtet, was jedoch später als illegal angesehen wurde, und die Aire and Calder Navigation, mit der sich die Calder and Hebble Navigation an ihrem östlichen Ende verband, pachtete den Kanal von September 1847 bis 1885. Einige der Schleusen wurden vergrößert, viele jedoch nicht, und da sie für Yorkshire Keels entworfen worden waren, gehören sie mit 57 Fuß (17 m) nach wie vor zu den kürzesten im englischen Wasserstraßennetz. Im 20. Jahrhundert geriet die Schifffahrt in eine Sackgasse, aber mit dem aufkeimenden Interesse an der Freizeitnutzung der Kanäle wurde 1996 der die Pennines durchquerende Rochdale Canal wiedereröffnet und 2001 folgte der Huddersfield Narrow Canal, wodurch die Schiffsroute Teil von drei Pennine Cruising Rings wurde.

## Geschichte
Zu Beginn des 18. Jahrhunderts hatte die Aire and Calder Navigation den Fluss Calder flussaufwärts bis nach Wakefield schiffbar gemacht. Das Ziel der Calder and Hebble Navigation war es, die Schifffahrt westlich (stromaufwärts) von Wakefield bis zur Sowerby Bridge bei Halifax zu erweitern.
Der erste Versuch, einen Act of Parliament zu erhalten, wurde 1740 unternommen, als Ergebnis einer Petition der Einwohner von Halifax, Ripponden und Elland. John Eyes aus Liverpool untersuchte die Strecke und legte einen Plan für eine Schifffahrt vor, die den Fluss Calder von Wakefield bis zu seiner Einmündung in den Hebble nutzen, dem Hebble bis zur Salterhebble-Brücke folgen und dann dem Halifax Brook bis nach Halifax folgen sollte. Es beinhaltete den Bau von 24 Schleusen, 21 am Calder und drei am Hebble, und fast 16 km lange Abschnitte, darunter ein 3,2 km langer Abschnitt bei Horbury. Der Gesetzentwurf scheiterte am Widerstand der örtlichen Landbesitzer, die Überschwemmungen befürchteten, an den Müllern, die glaubten, die Schifffahrt würde ihre Wasserversorgung stören, und an den Befürwortern mehrerer Turnpike Bills, die beabsichtigten, Straßen zu bauen, die einer ähnlichen Route folgen würden.
Der zweite Versuch folgte auf ein Treffen des Union Clubs in Halifax am 2. September 1756, der überlegte, wie man den Import von Wolle und Getreide in die Stadt verbessern könnte. Sie luden den Bauingenieur John Smeaton ein, eine neue Vermessung vorzunehmen, was dieser Ende 1757 tat und einen Plan erstellte, der das Ausbaggern von Untiefen, den Bau von 5,7 Meilen (9,2 km) Einschnitten, den Bau von 26 Schleusen, um den Anstieg von 178 Fuß (54 m) zwischen Wakefield und dem Halifax Brook zu überwinden, und den Bau eines Reservoirs bei der Salterhebble-Brücke vorsah. Ein Komitee in Rochdale, das Spenden für das Projekt sammelte, bestand darauf, dass die Pläne um eine Verlängerung bis zur Sowerby Bridge ergänzt werden sollten, obwohl das Komitee in Halifax dagegen war. Am 9. Juni 1758 wurde ein Gesetz für diese verlängerte Strecke erlassen und Kommissare eingesetzt, die ein Anwesen im Wert von mehr als 100 Pfund besitzen oder ein persönliches Vermögen von mehr als 3000 Pfund haben mussten. Jeder der neun Kommissare konnte Entscheidungen treffen.

### Bau
Der Bau begann im November 1759, wobei Smeaton als Ingenieur fungierte. Im November 1764 war die Schifffahrt bis Brighouse, etwa 16 Meilen (26 km) von Wakefield entfernt, eröffnet. Nachdem 56.000 Pfund geliehen worden waren, kam es innerhalb der Kommissare zu Meinungsverschiedenheiten: Einige wollten in Brooksmouth, wo die Flüsse Hebble und Calder zusammenfließen, aufhören, während andere mehr Geld aufbringen und das Projekt fertigstellen wollten. Die zweite Option erhielt die meiste Unterstützung, und es wurde ein neues Komitee eingesetzt, das 1765 James Brindley bat, das Projekt von Smeaton zu übernehmen. Die Arbeiten waren 1767 fast abgeschlossen, aber schwere Überschwemmungen im Oktober verursachten einige Schäden, die durch weitere Überschwemmungen im Februar 1768 noch vergrößert wurden. Brindley scheint Mitte 1766 abgereist zu sein, und die Kommissare bestellten 1768 erneut Smeaton, um die Arbeiten abzuschließen. Die Ufer wurden repariert und Fluttore am Beginn einiger der Einschnitte gebaut. Die Arbeiten waren gerade abgeschlossen, als eine weitere Flut so viel Schaden anrichtete, dass die einzige Möglichkeit darin bestand, die Schifffahrt wieder zu schließen.
Zu diesem Zeitpunkt waren bereits 64.000 Pfund für das Projekt ausgegeben worden, von denen 8100 aus Mauteinnahmen stammten und der Rest geliehen war. Die Kommissare sahen sich nicht in der Lage, mehr Geld zu leihen, und so wurde am 21. April 1769 ein zweiter Act of Parliament erwirkt, der formell die Company of Proprietors of the Calder and Hebble Navigation gründete. Diese bestand aus allen 81 Personen, die dem ursprünglichen Projekt Geld geliehen hatten, und diese Darlehen wurden in Aktien zu 100 Pfund umgewandelt. Weitere Aktien konnten ausgegeben werden, und die Gesellschaft konnte bis zu 20.000 Pfund leihen, wobei die zukünftigen Mautgebühren als Sicherheit dienten. Vor dem Gesetz war das Projekt als Calder Navigation oder Upper Calder Navigation bekannt, und dies war die erste Verwendung des Titels Calder and Hebble. Das Gesetz war das erste Schifffahrtsgesetz, das eine Klausel enthielt, die die Dividenden begrenzte und darauf bestand, dass die Mautgebühren gesenkt werden sollten, wenn die Dividende zehn Prozent überstieg. Der Bau der ersten Phase wurde 1770 abgeschlossen, bei Gesamtkosten von etwa 75.000 Pfund.
Es gab anfänglich Probleme mit der Wasserversorgung des Sowerby Bridge Beckens, die Smeaton beheben sollte. Er schlug einen Tunnel von Hollins Mill aus vor, ähnlich denen, die zur Entwässerung von Zechen verwendet wurden. Die Bauarbeiten begannen im Juni 1772 und wurden im März 1794 abgeschlossen. Weitere Verbesserungen folgten: Im Dezember 1775 wurde unter der Leitung von William Jessop mit einem neuen Einschnitt zwischen Shepley Bridge und Mirfield begonnen, und 1776 wurde der Wasserspiegel angehoben, damit Boote zusätzliche Fracht transportieren konnten. Ein neuer Einschnitt bei Brighouse wurde 1780 hinzugefügt, während die beiden Treppenschleusen bei Salterhebble und die einzelne Schleuse bei Brooksmouth auf Smeatons Vorschlag hin 1782 durch drei neue Schleusen ersetzt wurden.

### Entwicklung
Die Schifffahrt florierte, und die Dividenden stiegen stetig von 5 Prozent im Jahr 1771 auf 13 Prozent im Jahr 1792. Nach den Bestimmungen des Act of Parliament wurden die Mautgebühren gesenkt, wenn die Dividende 10 Prozent überstieg, und die erste derartige Senkung fand 1791 statt. Die Verbesserungen wurden fortgesetzt und durch die Inanspruchnahme der ursprünglichen Aktionäre finanziert. Dies bot eine Möglichkeit, das Einkommen zu erhöhen, ohne die 10-Prozent-Dividendengrenze zu überschreiten. Im Jahr 1798 wurde ein langer Einschnitt bei Thornhill angelegt, der die Stadt Dewsbury umging. Der Handel mit der Stadt wurde durch den Bau einer Werft und eines Lagerhauses im heutigen Savile Town Basin Dewsbury aufrechterhalten, allerdings erst ab 1877. Ein weiterer Anreiz für den Handel war der Rochdale-Kanal, der ab 1804 eine Durchgangsstrecke von Sowerby Bridge nach Manchester eröffnete. Zwischen 1805 und 1808 wurden in Brookfoot bei Brighouse ein neuer Kanalabschnitt und eine Schleuse gebaut, während der Elland-Kanal 1815 zur Verbindung mit dem Sowerby-Kanal erweitert wurde. In den Jahren 1801, 1804 und 1808 gab es weitere Ermäßigungen der Mautgebühren.
1806 vereinbarte die Gesellschaft mit dem Aire and Calder Canal, die Schleuse bei Fall Ings durch einen neuen Einschnitt (Fall Ings Cut) und ein Schleusenpaar zu ersetzen, wobei die Arbeiten gemeinsam finanziert werden sollten. Rechtliche Anfechtungen von Müllern führten zu einigen Verzögerungen, aber der Einschnitt wurde 1812 eröffnet. Bis 1823 war es Booten auf Druck von Spediteuren erlaubt, die Schiffsroute zu jeder Zeit während der Woche zu nutzen, aber die Gesellschaft sah davon ab, die Nutzung an Sonntagen zu genehmigen., da sie einer so großen Abweichung von den etablierten Gepflogenheiten nicht zustimmen konnte
Am 31. März 1825 wurde ein neuer Act of Parliament erlassen, der die Beschaffung von 50.000 £ für den Bau einer 2,8 km langen Zweigstrecke entlang des Flusses Hebble von Salterhebble bis ins Zentrum von Halifax genehmigte, die in der Nähe des Bahnhofs von Bailey Hall enden sollte. Die Endstation lag 30 m (100 Fuß) über dem Niveau des Kanals in Salterhebble, und der Zweig benötigte insgesamt vierzehn Schleusen. Um Streitigkeiten mit den Mühlenbesitzern entlang des Flusses Hebble zu vermeiden, wurde die Wasserversorgung durch den Bau eines Tunnels vom Becken in Salterhebble zu einer Grube in der Nähe der obersten Schleuse sichergestellt. Der Tunnel war 1170 Yards (1070 m) lang, und das Wasser wurde mit einer Dampfmaschine von der Grube zum oberen Becken gepumpt. Der Zweig wurde 1828 eröffnet, kostete 58.741 Pfund, von denen 20.000 durch Darlehen und nicht durch Aufrufe an die Aktionäre aufgebracht wurden, und wurde 1942 aufgegeben.
Bei späteren Verbesserungen wurden durch immer längere Schnitte immer mehr Flussabschnitte umgangen. Die Mühlenbesitzer verhinderten einige der ehrgeizigeren Pläne, aber in vielen Fällen kaufte die Schifffahrtsgesellschaft die Mühlen auf, um die Hindernisse zu beseitigen. Als der Aire and Calder Canal seine Hauptstrecke wieder aufbaute, bemühte sich die Calder and Hebble um einen Act of Parliament, um den Fluss effektiv aufzugeben, aber dieser wurde modifiziert, da die Bedürfnisse der Mühlenbesitzer und anderer, die Eigentum an den Flussufern besaßen, anerkannt wurden. Nichtsdestotrotz erlaubte das Gesetz, als es 1834 verabschiedet wurde, den Bau von größeren neuen Einschnitten und den Bau neuer Schleusen, die 70 mal 18 1⁄2 Fuß (21,3 mal 5,6 m) groß sein sollten, bis nach Brighouse. Der Huddersfield Canal drängte darauf, die verbleibenden Schleusen auf eine ähnliche Länge zu erweitern. Ein neuer Einschnitt zwischen dem Broad Cut und den „Figure of Three“-Schleusen, der zwei große Schleusen umfasste, und eine neue große Schleuse neben der alten bei Thornes wurden 1838 eröffnet, aber es wurde nicht viel mehr getan, obwohl der Rochdale Canal auf längere Schleusen drängte.

### Konkurrenz
Die Manchester and Leeds Railway Company, die sich 1836 an die Calder and Hebble herangewagt hatte, aber abgewiesen worden war, eröffnete ihre Strecke zwischen 1839 und 1841. Sie folgte der Linie des Kanals und der des Rochdale-Kanals. Ein Jahr später, nachdem die Kanalaktien 66 Prozent ihres Wertes verloren hatten, trat die Kanalgesellschaft an die Eisenbahn heran, die sich bereit erklärte, den Kanal für 40.000 Pfund pro Jahr für 14 Jahre zu pachten, beginnend am 25. März 1843. Die Aire and Calder Navigation erhob Einspruch gegen die Verpachtung, und im April 1847 entschieden der Generalstaatsanwalt und der Solicitor General, dass die Verpachtung illegal sei und beendet werden müsse. Bald darauf bot die Aire and Calder an, den Kanal selbst zu pachten, und der Vertrag begann im September. Nachdem der Pachtvertrag der Aire and Calder 1885 ausgelaufen war, übernahm die Navigation Company wieder die Leitung, baute viele der Brücken wieder auf und gründete die Calder Carrying Company. Die Aktionäre erhielten weiterhin Dividenden, bis der Kanal 1948 verstaatlicht wurde, und der Kanal wurde bis 1981 vom kommerziellen Verkehr genutzt.

## Aktuelle Route
Die Schifffahrt beginnt in Wakefield, wo es eine Endkreuzung mit der Aire and Calder Navigation gibt, und verläuft flussaufwärts durch Mirfield, wonach es eine Kreuzung mit dem Huddersfield Broad Canal gibt, um in Sowerby Bridge anzukommen, wo es eine weitere Endkreuzung gibt, diesmal mit dem Rochdale Canal. Weitere Orte an der Strecke sind Horbury, Dewsbury, Brighouse und Elland. Der ehemalige Zweig nach Halifax ist nicht mehr schiffbar, bis auf einen Stummel, der jetzt als Halifax Arm bekannt ist. Ein Schild weist deutlich auf den Halifax Arm nach rechts und weiter in Richtung Sowerby Bridge hin, wenn die obere Schleuse verlassen wird.

## Heutige Nutzung
Seit dem Ende der kommerziellen Schifffahrt im Jahr 1981 wird die Schifffahrt nur noch von Freizeitschiffern genutzt, für die sie sowohl ein attraktives Fahrgebiet darstellt, das durch schöne Landschaften als auch traditionelle Industriegebiete in Yorkshire führt. Viele Jahre lang war er praktisch eine Sackgasse, mit dem einzigen Zugang von der Aire and Calder Navigation am östlichen Ende. Das Wachstum der Restaurationsbewegung führte jedoch zur Wiedereröffnung des Rochdale-Kanals, an den 1996 mit der Eröffnung der Tuel Lane Lock, gleich hinter Sowerby Bridge, eine Verbindung hergestellt wurde, und es ist nun möglich, Rochdale und Manchester zu erreichen. Der Kanal bot immer einen Zugang zum Huddersfield Broad Canal an der Cooper Bridge Junction, aber dies war eine weitere kurze Sackgasse, bis er wieder an den trans-Pennine Huddersfield Narrow Canal angeschlossen wurde, dessen Restaurierung 2001 abgeschlossen wurde. Dieser verbindet das andere Ende des Broad Canal mit Ashton-under-Lyne, und weiter mit den Midlands und Wales. Vom östlichen Ende bietet die Aire and Calder Navigation Verbindungen nach Lancashire über Leeds und den Leeds and Liverpool Canal im Westen und nach Selby, York, Goole und den Humber, Keadby und den River Trent sowie Sheffield, Rotherham und Doncaster im Osten. Durch die Wiedereröffnung der Rochdale und Huddersfield Narrow Canals ist die Schifffahrt nun Teil von drei Schifffahrtsringen, dem South Pennine Ring, dem North Pennine Ring und dem Outer Pennine Ring.
Der Kanal und der damit verbundene Huddersfield Broad Canal wurden gebaut, um 57 mal 14 Fuß (17,4 mal 4,3 m) große Yorkshire Keels aufzunehmen, die die Aire and Calder Navigation hinaufkommen. Die ersten vier Schleusen am unteren Calder und Hebble, von Fall Ings bis Broad Cut Top Lock, wurden inzwischen erweitert und können Boote mit einer Größe von 120 × 17 1⁄2 Fuß (36,6 × 5,3 m) aufnehmen, aber die restlichen Schleusen beschränken die Größe der Boote, die die Schifffahrt nutzen können. Sie gehören zu den kürzesten im zusammenhängenden Netz der englischen und walisischen Binnenwasserstraßen, aber während Boote mit breiter Breite auf eine Länge von 17 m (57 Fuß) beschränkt sind, ist es für erfahrene Bootsfahrer möglich, Schmalboote bis zu einer Länge von 18 m (60 Fuß), aber nur 2,1 m (7 Fuß) Breite, in die Schleusen einzupassen, indem sie sie diagonal in den begrenzten Raum setzen können. Dies kann Hilfsmittel wie das Entfernen von Fendern, das Anlegen des Bootes mit Stangen vom Ufer und das Rückwärtsfahren durch die Schleusen erfordern. Insbesondere eine unerfahrene Besatzung eines Bootes, das länger als 17 m (57 Fuß) ist, könnte es unmöglich finden, die mittlere Schleuse der „Salterhebble Three“ zu passieren, die die kürzeste von allen ist.
Es waren die unterschiedlichen Bootsgrößen zwischen dem Calder and Hebble und dem Rochdale Kanal, die Sowerby Bridge, an der Kreuzung der beiden Kanäle, so wichtig machten, da lange Boote, die aus Lancashire kamen, ihre Ladung am Sowerby Bridge Wharf entladen, lagern und auf kürzere Boote umladen mussten.
Eine Besonderheit der Calder- und Hebble-Schleusen ist der Handspike, ein Stück Holz von 5 × 10 cm (2 × 4 Zoll), das an einem Ende so geformt ist, dass man es bequem mit beiden Händen greifen kann. Calder- und Hebble-Bootfahrer müssen den Handspike zusätzlich zur üblichen Ankerwinde mitführen, um damit das einfache Schleusengetriebe zu bedienen, das die Verschlüsse der Umläufe durch Anheben öffnet, um eine volle Schleusenkammer zu entleeren oder eine leere zu füllen. Da die Schifffahrt Flussabschnitte umfasst, sind die Schleusen, die Zugang zu solchen Abschnitten bieten, mit Pegeltafeln ausgestattet, die den Zustand des Flusses anhand eines farbkodierten Schemas anzeigen. Ein grünes Band zeigt an, dass der Flusspegel normal ist und die Schifffahrt daher sicher ist. Ein gelber Streifen zeigt an, dass der Wasserstand höher als normal ist und dass besondere Vorsicht beim Befahren des Flussabschnitts geboten ist. Ein rotes Band zeigt an, dass der Wasserstand so hoch ist, dass die Schleuse geschlossen wurde und die Schifffahrt auf dem Fluss unsicher ist.